# Gephyromantis striatus
Espèce
Synonymes
- Mantidactylus striatus Vences, Glaw, Andreone, Jesu & Schimmenti, 2002

Statut de conservation UICN

 VU B1ab(iii) : Vulnérable
Gephyromantis striatus est une espèce d'amphibiens de la famille des Mantellidae.

## Répartition

Aire de répartition de Gephyromantis striatus.

Cette espèce est endémique de Madagascar. Elle se rencontre entre 400 et 800 m d'altitude du mont Marojejy jusqu'à la presqu'île de Masoala.

## Publication originale
- Vences, Glaw, Andreone, Jesu & Schimmenti, 2002 : Systematic revision of the enigmatic Malagasy broad-headed frogs (Laurentomantis  Dubois, 1980) and their phylogenetic position within the endemic mantellid radiation of Madagascar. Bijdragen tot de Dierkunde - Contributions to Zoology, vol. 70, p. 191-212 (texte intégral).